# Bindoy
Bindoy est une localité de la province du Negros oriental, aux Philippines. En 2015, elle compte 39 819 habitants.